# Ried im Traunkreis
Pour les articles homonymes, voir Ried.
Ried im Traunkreis est une commune autrichienne du district de Kirchdorf en Haute-Autriche.